# Tyrosine kinase
Tyrosine kinase là một enzyme có thể chuyển một nhóm phosphate từ ATP đến một protein trong tế bào. Nó hoạt động như một công tắc "bật" hoặc "tắt" trong nhiều chức năng tế bào. Tyrosine kinase là một phân lớp của protein kinase.
Nhóm phosphate được gắn với amino acid tyrosine  trên protein. Tyrosine kinase là một phân lớp của lớp protein kinase lớn hơn. Kinase còn có thể gắn các nhóm phosphate vào các amino acid khác (serine và threonine). Phosphoryl hóa protein bởi kinase là một cơ chế quan trọng trong việc truyền tín hiệu trong tế bào và điều hòa các hoạt động của tế bào, chẳng hạn như phân chia tế bào.
Protein kinase có thể trở nên đột biến, ví dụ bị mắc kẹt ở trạng thái "bật", và gây ra sự tăng trưởng không được kiểm soát của tế bào, đây là một bước quan trọng trong sự phát triển của ung thư. Do đó, các chất ức chế kinase, chẳng hạn như imatinib, thường là liệu pháp điều trị ung thư hiệu quả.
Hầu hết các tyrosine kinase có một protein tyrosine phosphatase liên quan, giúp loại bỏ nhóm phosphate.

## Cấu trúc
Một số đặc điểm cấu trúc có thể được nhận biết trong tất cả các protein tyrosine kinase là một vị trí gắn ATP, ba chuỗi bên được cho là có liên quan đến chức năng của nhóm phosphate thứ ba (thường được gọi là nhóm gamma-phosphate) của phân tử ATP liên kết với enzyme, và một vị trí xúc tác có thể có của enzyme là một amino acid. Protein tyrosine kinase mà được tạo nên từ hai chuỗi peptide là khá phổ biến.
Đã có hơn 100 cấu trúc 3D của tyrosine kinase có sẵn tại Ngân hàng Dữ liệu Protein. Chẳng hạn như PDB: 1IRK, cấu trúc tinh thể của miền tyrosine kinase của thụ thể insulin của con người.